# Violet (The Bear)
"Violet" es el cuarto episodio de la tercera temporada de la comedia dramática televisiva estadounidense The Bear. Es el episodio número 22 de la serie y fue escrito y dirigido por el creador de la serie Christopher Storer. Fue lanzado en Hulu el 26 de junio de 2024, junto con el resto de la temporada.
La serie sigue a Carmen "Carmy" Berzatto, un galardonado chef de cocina de la ciudad de Nueva York, que regresa a su ciudad natal de Chicago para dirigir la fallida tienda de sándwiches de carne italiana de su difunto hermano Michael. En este episodio, Sydney decide mudarse a un nuevo apartamento y al mismo tiempo descubre una visita importante al restaurante. Mientras tanto, Richie cuestiona su papel en la vida de su hija.

## Trama
Carmy (Jeremy Allen White) recuerda una conversación que tuvo con Claire (Molly Gordon), donde relata cómo consiguió la marca en su mano con una olla caliente. Sydney (Ayo Edebiri) se reúne con su padre, Emmanuel (Robert Townsend), mientras compra un nuevo apartamento. Emmanuel está preocupado por la decisión de Sydney, ya que cree que el apartamento es demasiado pequeño y caro, además de quedar un poco más lejos del restaurante. 
Mientras Sydney camina por las calles, se topa con Adam Shapiro (Adam Shapiro), el jefe de cocina de Ever. Él le revela que visitó recientemente The Bear y, a pesar de presenciar el caos, le encantó la comida y la felicita por su trabajo. Fak (Matty Matheson) y su hermano Theodore (Ricky Staffieri) deciden montar retratos de varios críticos importantes para que el personal los memorice. Cuando se lo muestran a Carmy (Jeremy Allen White), éste queda desconcertado, pero le gusta la idea. Richie (Ebon Moss-Bachrach) lleva a Eva (Annabelle Toomey) con Tiffany y su prometido, Frank (Josh Hartnett). Frank le confía a Richie que le preocupa no haber consultado con Richie sobre su propuesta de matrimonio, pero Richie afirma que no le importa. 
Richie comparte el dilema sobre su presencia en la vida de su hija con Sugar (Abby Elliott), pero ella le dice que esté ahí para ella. La conversación se interrumpe cuando reciben una llamada del Chicago Tribune informándoles que un fotógrafo vendrá a tomar fotografías del restaurante. Cuando interrogan a Carmy y Sydney, Sydney se da cuenta de que esto significa que un crítico gastronómico de ese periódico ya visitó el restaurante y publicará una reseña pronto, alarmando al resto del personal.

## Producción

### Desarrollo
En mayo de 2024, Hulu confirmó que el cuarto episodio de la temporada se titularía "Violet" y sería escrito y dirigido por el creador de la serie Christopher Storer. Fue el undécimo crédito de escritura de Storer y el decimoquinto crédito de dirección.

### Casting
El episodio presenta una aparición especial de Josh Hartnett, quien interpreta al prometido de Tiffany, Frank. Hartnett se reunió previamente con Storer años antes cuando discutieron un posible papel para una película. Posteriormente, Storer le ofreció el papel a Hartnett y él lo aceptó sin siquiera leer el guion. Hartnett quedó fascinado con la experiencia y dijo que fue "refrescante" ver lo rápido que podían filmar las escenas.

### Música
El episodio incluyó en su banda sonora las canciones "Pearly-Dewdrops' Drops" de Cocteau Twins, "Spinning Away" de Brian Eno y John Cale, "Long Live" de Taylor Swift y "Getchoo" de Weezer.

## Lanzamiento
El episodio, junto con el resto de la temporada, se estrenó el 26 de junio de 2024 en Hulu. Originalmente, la temporada estaba programada para estrenarse el 27 de junio.

## Reseñas críticas
Jenna Scherer de The AV Club le dio al episodio una calificación de "A–" y escribió: "Estamos acostumbrados a que The Bear nos muestre cuán intenso y devastador puede ser el negocio de los restaurantes. Pero cuando Claire le cuenta a Carm la historia de un caso particularmente horrible, en el hospital, el programa nos recuerda que no es nada comparado con ser un maldito médico de urgencias".
Marah Eakin de Vulture le dio al episodio una calificación de 3 estrellas sobre 5 y escribió: "No todos los episodios de The Bear pueden estar llenos de consecuencias. Algunos simplemente tienen que hacer avanzar la historia. Ese es el caso de "Violet", que sigue a Syd, Carmy, Richie, Nat y los Faks a medida que avanzan en sus vidas junto a los restaurantes". Nicole Gallucci de Decider elogió las escenas de Richie con Frank: "Felicitaciones a Ebon Moss-Bachrach por aportar calidez y profundidad a otra escena de Richie Swift. Y felicitaciones a Josh Hartnett por manifestar el papel de sus sueños en The Bear tal como Travis Kelce manifestó a la novia de sus sueños".
Josh Rosenberg de Esquire escribió: "En este momento Carmy está sola. De hecho, parece como si todos estuvieran solos a su manera. Marcus perdió a su madre, Sydney se va sola y la pequeña hija de Richie se da cuenta de que se siente solo. La única manera de salir adelante es juntos".

### Reconocimientos
TVLine nombró a Ebon Moss-Bachrach con una mención de honor como "Artista de la semana" durante la semana del 29 de junio de 2024, por su actuación en el episodio. El sitio escribió: "Nos encantó ver al holgazán gruñón Richie de Ebon Moss-Bachrach cambiar su vida la temporada pasada en The Bear, transformándose en un anfitrión de restaurante de primer nivel. Pero aún no ha terminado de crecer, y Moss-Bachrach tocó nuestras fibras del corazón. En el cuarto episodio de la temporada 3, Richie contaba con que su ex esposa Tiff se volviera a casar y Moss-Bachrach sacó a relucir el lado tierno de Richie mientras arropaba a su hija en la cama y le prometía cien velas para su cumpleaños. Su prometido Frank buscó su bendición, y el rostro de Moss-Bachrach se tensó por la ira mientras intentaba mantener la calma. Su vulnerabilidad también fue desgarradora, cuando Richie le preguntó a Nat si debería alejarse de la vida de su hija: "Tal vez sea extraño. que estoy cerca. "Richie ha recorrido un largo camino, pero todavía le queda un largo camino por recorrer, y Moss-Bachrach ha hecho que cada paso de su viaje sea absolutamente fascinante y, en última instancia, inspirador".